# عين حرشا
عين حرشا هي إحدى القرى اللبنانية من قرى قضاء راشيا في محافظة البقاع.